# Jorge Gaitán Cortés
Jorge Gaitán Cortés (Nueva York, 6 de mayo de 1920 - Bogotá, 14 de agosto de 1968) fue un arquitecto y político colombiano. Fue alcalde de Bogotá. 

## Biografía
Sus padres fueron Pantaleón Gaitán Pérez y Cecilia Cortes Gregory. A los nueve años se desplaza hacia Colombia, el país de sus padres, por la crisis de 1929 y la muerte de su madre. Se radicó en el barrio San Cristóbal junto a su padre y su hermano Luis Pantaleón Gaitán Salazar , al sur de la plaza de Bolívar. Estudio en el Colegio San Bartolomé de Bogotá. 
En 1937 ingresó a estudiar Arquitectura en la Universidad Nacional de Colombia. En 1943 termina sus estudios e inicia una especialización en estructura en la Universidad de Yale, hasta 1944. Regresa a Colombia como profesor de Arquitectura en la Universidad Nacional. 
Para 1945 se casa con Emma Villegas Puyana con quien tuvo 8 hijos.
Fue parte de la Dirección General de Edificios Nacionales del Ministerio de Obras Públicas, trabajo en el diseño del campus de la Universidad Industrial de Santander y del el Estadio de Béisbol de Cartagena, Premio Nacional de Arquitectura. Trabaja como arquitecto para el Instituto de Crédito Territorial en diseños de los barrios de Los Alcázares, y Muzú en Bogotá. Trabajó en Seguros Bolívar; y gerencia la fábrica de ladrillos que heredó de su abuelo, el general Benjamín Gaitán Matiz. 
Diseño el antiguo teatro La Comedia, hoy Teatro Libre de Bogotá. En 1948, fue uno de los fundadores de la Universidad de los Andes y el primer decano de la facultad de Arquitectura. Colaboró con la fundación de la Universidad de América y la facultad de Arquitectura.
En 1958 fue elegido concejal de Bogotá y formó parte del que posteriormente sería conocido como el “Concejo Admirable”, hasta 1961. 

### Alcalde de Bogotá
Para 1961 el gobierno de Alberto Lleras Camargo lo nombra Alcalde de Bogotá y es ratificado en su cargo por el gobierno de Guillermo León Valencia.
Su alcaldía fue la más prolongada de Bogotá (1961-1966) en el siglo XX. Sin embargo, el periodo de alcaldía más prolongado de la ciudad en el siglo XIX fue el de Higinio Cualla. 
En 1966, Gaitán Cortés se enfrentó a una enorme oposición anapista en el concejo, durante el Gobierno de Carlos Lleras Restrepo quien lo reemplaza por el ingeniero civil cucuteño Virgilio Barco, quien puso en marcha varias de sus obras inconclusas.

### Gerente del diario El Tiempo
El expresidente de Colombia Eduardo Santos lo invita a ocupar el cargo de gerente del diario El Tiempo, de su propiedad, en 1966.

## Muerte
Gaitán falleció el 14 de agosto de 1968 al caer accidentalmente de una altura de 7 metros mientras inspeccionaba unas obras de ampliación del edificio del periódico. Fue sepultado en el Cementerio Central de Bogotá.

## Homenajes
En Bogotá se encuentran diversos lugares en honor a su persona:
- La Institución Educativa Distrital Jorge Gaitán Cortés en la localidad de Engativá.
- El barrio Jorge Gaitán Cortés en la localidad de Puente Aranda.
- La Avenida Carrera 33 en el sur de la ciudad.